# Jubokko
Jubokko é um youkai japonês.